# Levi Suydam
Pour les articles homonymes, voir Suydam.
Levi Suydam est une personne intersexe américaine du XIXe siècle. En 1843, lors d'une élection locale à Salisbury, Connecticut, Suydam demande le droit de vote aux conseillers municipaux de la ville en tant que propriétaire masculin, remplissant, dès lors, les conditions pour être validé en tant qu'électeur. Son statut d'homme est par la suite remis en question et il est soumis à de nouveaux examens et interrogations pour déterminer son sexe. 

## Contexte
Levy Suydam demande en 1843 au conseil municipal de Salisbury dans le Connecticut de l'autoriser à voter pour les Whigs dans une élection.  L'opposition s'opposa à cette validation de Suydan en tant qu'électeur, au motif qu'il serait plus « femme qu'homme ». 
Au moment de l'élection, le 19e amendement autorisant le suffrage des femmes n'est pas encore en vigueur (il sera adopté 76 ans plus tard). Le sexe est donc un critère essentiel pour déterminer l'éligibilité et le droit de vote. Le Connecticut exige également, jusqu'en 1845, que les électeurs soient propriétaires de leurs biens . Lors d'une campagne électorale disputée en 1843, les Whigs cherchent à inscrire Suydam comme électeur. 
À ce moment-là, les autorités médicales sont influentes au point où la profession médicale  est, selon son propre jugement, en mesure de déterminer le sexe d'une personne. La chercheuse Elizabeth Reis décrit comment le discours médical durant le milieu du XIXe siècle caractérise comment « les thèmes de la malhonnêteté et de la promiscuité sexuelle se cachent dans des cas médicaux autrement dépassionnés et cliniques. L'aspect le plus important du récit est le décalage du sujet, comme si l'ambiguïté corporelle signifiait que la parole de la personne manquait également de clarté et qu'on ne pouvait pas lui faire confiance. »,.

## Examens médicaux
Alors que Suydam pouvait bien attester du fait de son statut de propriétaire, la partie adverse invoque le fait qu'il a davantage l'air d'une femme que d'un homme, et serait donc inéligible pour voter, tout en soulevant des soupçons de fraude,. 
Suydam est soumis à des examens médicaux pour lever le doute sur son sexe. William Barry, médecin, constate la présence d'organes génitaux masculins (pénis et testicules) et le confirme comme homme et il est donc autorisé à voter,. Les Whigs remportent l'élection de justesse (la majorité plus une voix),. 
Après l'élection, Barry découvre que Suydam est menstruée et on procède à de nouveaux examens. Ses caractéristiques sexuelles sont remises en question, notamment ses préférences comportementales associées culturellement aux rôles genrés masculin ou féminin, et on considéra que Suydam penchait vers des comportements caractérisés comme féminins (il aime les couleurs gaies, les calicots et répugne à effectuer des travaux physiques),,. Les données historiques ne permettent pas de savoir si ces nouvelles conclusions ont changé le résultat de l'élection.

## Conséquences
Contrairement à la précédente affaire coloniale de Thomas(ine) Hall (en) en Virginie, l'approche de la situation de Suydam est conforme aux décisions juridiques antérieures, où le sexe d'une personne décrite comme hermaphrodite dépend de son sexe prédominant,,. 
Les médecins effectuant l'examen médical constatent que les comportements et attirances associés au genre ont une pertinence, en plus des caractéristiques anatomiques de Suydam. Ils décrivent « ses penchants féminins, comme une préférence pour les couleurs gaies, pour les pièces de calicot, qu'il compare et assemble, une aversion pour le travail corporel, et une incapacité à faire ce type de travail,, ». Sur le plan juridique, les décisions arbitraires et contestées des médecins ont de grandes conséquences car la légitimité d'un vote et le résultat d'une élection dépendent entièrement de leur perspective. L'importance juridique et sociale de la détermination du sexe a été affirmée à l'époque  et continue d'avoir des répercussions à ce jour. 
Personne n'a pu établir si Suydam a perdu son statut à la suite de ces examens.